# Pedro Bátiz
Pedro Bátiz Sena (25 giugno 1938 – Mendoza, 30 luglio 2003) è stato un allenatore di pallacanestro e dirigente sportivo argentino.

## Carriera
Da allenatore ha guidato allenato l'Argentina ai Campionati del mondo del 1971.